# Вільгельм Кріс
Вільгельм Генріх Рудольф Йоганнес Кріс (нім. Wilhelm Heinrich Rudolf Johannes Kries; 21 вересня 1887, Ерфурт, Німецька імперія — 20 вересня 1953, табір для військовополонених 5110/48 «Войково», Чернці, РРФСР) — німецький ветеринар, доктор ветеринарії (13 червня 1925), генерал-майор ветеринарної служби поліції (1 вересня 1942).

## Біографія
1 жовтня 1907 року вступив однорічним добровольцем в 1-й тюринзькийпольовий артилерійський полк №19. Після обов’язкової військової та ветеринарної підготовки 16 жовтня 1912 року отримав ліцензію ветеринара.18 квітня 1913 року переведений в 1-й дивізіон 1-го Нассауського польового артилерійського полку №27 «Оранський», 17 березня 1914 року — в 1-й дивізіон 3-го Баденського  польового артилерійського полку №50, з яким воював у Франції під час Першої світової війни. Після закінчення війни спочатку працював ветеринаром у центрі іноземної інспекції м’яса в Мангаймі, поки 1 квітня 1920 року не був звільнений з рейхсверу.
З 7 квітня 1920 по 23 грудня 1922 року — ветеринар в Загальному німецькому товаристві страхування худоби в Берліні . З 1 січня 1923 року — ветеринар поліції Тільзіта, з 31 березня 1924 року — Штеттіна, з 1 квітня 1927 року — ветеринар в штабі поліції Дуйсбурга-Гамборна. 1 травня 1933 року вступив в НСДАП (квиток №2 034 515). 31 травня 1933 року переведений в Імперське міністерство внутрішніх справ і призначений керівником відділу. З 30 червня 1936 року — завідувач ветеринарного кабінету в комендатурі головного управління поліції порядку (ОрПо), з грудня 1940 року — начальник «Групи ветеринарних справ» в комендатурі ОрПо. 15 вересня 1943 року призначений начальником новоутвореної «Ветеринарної інспекції» в комендатурі головного управління ОрПо. 1 жовтня 1944 року звільнений у відставку.
Після закінчення Другої світової війни 14 червня 1945 року був заарештований радянською окупаційною владою та переміщений у табір для військовополонених №27 в Красногорську, потім — в № 64 в Моршанську, №349 в Лібаві, №48 у Войково та в Бутирську в'язницю. 29 червня 1950 року засуджений до 25 років таборів. Помер в ув'язненні, офіційна версія — рак печінки.